# Ralph Habib
Ralph Habib (Parigi, 29 giugno 1912 – Parigi, 27 giugno 1969) è stato un regista francese di origini libanesi.

## Biografia
Esordì nel cinema nel 1933 lavorando come direttore di scena presso la casa cinematografica Pathé. Divenne poi aiuto regista, in particolare di Jean Dréville e di Jean-Paul Le Chanois.

## Filmografia

### Regista
- La banda dell'auto nera (Rue des Saussaies) (1951)
- La Forêt de l'adieu (1952)
- Le compagne della notte (Les Compagnes de la nuit) (1953)
- Rabbia in corpo (La Rage au corps) (1954)
- Il letto (Secrets d'alcôve) - Episodio: Riviera-Express (1954)
- Crainquebille (1954)
- Uomini in bianco (Les Hommes en blanc) (1955)
- La legge della strada (La Loi des rues) (1956)
- Club di ragazze (Club de femmes) (1956)
- Delitto blu (Escapade) (1957)
- Clandestina a Tahiti (Le Passager clandestin) (1958)
- I sicari di Hitler (Geheimaktion schwarze Kapelle)  [1] (1959)
- Au voleur ! (1960)
- Il tigre centra il bersaglio (Le solitaire passe à l'attaque) (1966)
- Pension Clausewitz (1967)

### Direttore di produzione
- Si jeunesse savait, regia di André Cerf (1948)